# 덕수리 5형제
《덕수리 5형제》는 2014년에 개봉한 대한민국의 영화이다.

## 캐스팅
- 윤상현 : 수교 역
- 송새벽 : 동수 역
- 이아이 : 현정 역
- 황찬성 : 수근 역
- 김지민 : 수정 역
- 이광수 : 박동희 순경 역
- 최종원 : 아버지 역
- 성병숙 : 어머니 역
- 박충선 : 파출소장 역
- 이정은 : 부녀회 역
- 민경 : 머리끄댕이 여고생 2 역
- 닉쿤 (특별출연)
- 안영미 (특별출연)
- 김광규 (특별출연)